# Écozone néotropicale : plantes à graines par nom scientifique (R)
à compléter par ordre alphabétique

## Ra

### Rat
- Rathbunia - fam. Cactacées (Cactus)
  - Rathbunia sonorensis

### Rau
- Rauhocereus - fam. Cactacées (Cactus)
  - Rauhocereus riosaniensis

## Re

### Reb
- Rebutia - fam. Cactacées (Cactus)
  - Rebutia albopectinata
  - Rebutia arenacea
  - Rebutia aureiflora
  - Rebutia caineana
  - Rebutia cajasensis
  - Rebutia canigueralii
  - Rebutia cylindrica
  - Rebutia einsteinii
  - Rebutia famatinensis
  - Rebutia fidaiana
  - Rebutia fiebrigii
  - Rebutia flavissima
  - Rebutia fulviseta
  - Rebutia heliosa
  - Rebutia huasiensis
  - Rebutia krainziana
  - Rebutia lepida
  - Rebutia marsoneri
  - Rebutia mentosa
  - Rebutia minuscula
  - Rebutia neocumingii
  - Rebutia neumanniana
  - Rebutia pseudodeminuta
  - Rebutia pulvinosa
  - Rebutia pygmaea
  - Rebutia rauschii
  - Rebutia ritteri
  - Rebutia simoniana
  - Rebutia spegazziniana
  - Rebutia spinosissima
  - Rebutia steinbachii
  - Rebutia steinmannii
  - Rebutia vasqueziana

## Rh

### Rhi
- Rhipsalis - fam. Cactacées (Cactus)
  - Rhipsalis baccifera
  - Rhipsalis burchellii
  - Rhipsalis cereoides
  - Rhipsalis cereuscula
  - Rhipsalis chrysocarpa
  - Rhipsalis clavata
  - Rhipsalis crispata
  - Rhipsalis dissimilis
  - Rhipsalis elliptica
  - Rhipsalis floccosa
  - Rhipsalis hadrosoma
  - Rhipsalis mesembryanthoides
  - Rhipsalis micrantha
  - Rhipsalis neves-armondii
  - Rhipsalis oblonga
  - Rhipsalis occidentalis
  - Rhipsalis pachyptera
  - Rhipsalis paradoxa
  - Rhipsalis pentaptera
  - Rhipsalis pilocarpa
  - Rhipsalis pulchra
  - Rhipsalis pulvinigera
  - Rhipsalis russellii
  - Rhipsalis teres
  - Rhipsalis trigona